# Aquilonastra coronata
Aquilonastra coronata is een zeester uit de familie Asterinidae.
De wetenschappelijke naam van de soort werd in 1866 gepubliceerd door von Martens.